# Josef Poděbradský
Podplukovník Josef Poděbradský (19. března 1891 Záhornice – 30. dubna 1945 Halle) byl legionář, důstojník československé armády a odbojář z období druhé světové války.

## Život

### Mládí, první světová a ruská občanská válka
Josef Poděbradský se narodil v roce 1891 v Záhornici v dnešním okrese Nymburk. Mezi lety 1904 a 1906 navštěvoval měšťanskou školu v Městci Králové. 15. října nastoupil prezenční službu u c. k. pěšího pluku 36 v Mladé Boleslavi. Na začátku první světové války byl odvelen na ruskou frontu, kde 26. května 1915 padl do zajetí. V zimě 1917 se přihlásil do československého vojska, nejprve byl u záložního praporu a poté jako velitel čety u 2. československého střeleckého pluku. Mezi květnem a listopadem 1918 bojoval proti sovětům u Čeljabinsku a na dalších místech. Od února 1919 působil při zajišťování Transsibiřské magistrály, účastnil se výpravy na Dolgij Most. Postupně získal hodnost nadporučíka. 27. února nastoupil ve Vladivostoku na americkou loď Sheridan a po dvou měsících dorazil do Československa.

### Mezi světovými válkami
Po dovolené a studiu na Zemské vojenské škole v Chomutově nastoupil Josef Poděbradský v červenci 1920 k pěšímu pluku 2 v Litoměřicích jako velitel čety. V lednu 1921 byl i s jednotkou přesunut do Terezína. Zde se dál vzdělával a hodnostně stoupal. V říjnu 1934 byl převelen do Postoloprt do funkce mobilizačního důstojníka. 1. prosince 1936 byl jmenován velitelem praporu Stráže obrany státu v Mostu a současně vojensko-technickým referentem u hlavního okresního politického úřadu tamtéž a jeho působení ve funkci bylo kladně hodnoceno. Po obsazení pohraničí Německem došlo ke sloučení praporu s Kadaňským a vzniku nového ve Vysokém Mýtě jehož velitelem se major Poděbradský stal.

### Druhá světová válka
Po rozpuštění armády pracoval Josef Poděbradský na ředitelství drah, zapojil se do Obrany národa, kde se stal zástupcem velitele okresu Vysoké Mýto podplukovníka Josefa Kohouta. V únoru 1940 unikl zatčení Gestapem tím, že se skryl na klinice v Praze. Jako údajně nemocný se zde skrýval až do Vánoc téhož roku, kdy se vrátil k rodině. 19. března 1942 uposlechl předvolání do Petschkova paláce kvůli vyšetřování incidentu z roku 1938. Při té příležitosti jej Gestapo ztotožnilo s hledanou osobou a zatklo. Byl vyslýchán v Pardubicích a Berlíně a v září 1942 odsouzen pro přípravu velezrady na deset let. Trest si Josef Poděbradský odbýval ve Wohlau na území dnešního Polska. Před postupující frontou byl nejprve převezen do Briegu, v lednu 1945 pak nastoupil pochod smrti do Zeissu, kde odklízel trosky po bombardování. Poté byl převezen do Halle, kde byl díky onemocnění tuberkulózou s dalšími zanechán a 13. dubna osvobozen americkou armádou. Jeho stav ale byl tak vážný, že mu 30. dubna podlehl. Pohřben byl 4. května na místním hřbitově v poli 25 hrob č. 662. 25. října 1946 byl dekretem prezidenta republiky in memoriam povýšen do hodnosti podplukovníka.

## Rodina
Josef Poděbradský se 7. června oženil s Ludmilou Trnkovou, v roce 1927 se mu narodila dcera Milena a v roce 1929 syn Jiří.